# Maria Antònia Figuerola i Monserrat
Maria Antònia Figuerola i Monserrat (Torredembarra, 23 de gener de 1928 - Barcelona, 18 de febrer de 2011) fou una educadora catalana.